# ガヴォッラーノ
ガヴォッラーノ（伊: Gavorrano）は、イタリア共和国トスカーナ州グロッセート県にある、人口約8,300人の基礎自治体（コムーネ）。

## 地理

### 位置・広がり

#### 隣接コムーネ
隣接するコムーネは以下の通り。
- カスティリオーネ・デッラ・ペスカーイア
- グロッセート
- マッサ・マリッティマ
- ロッカストラーダ
- スカルリーノ

### 気候分類・地震分類
ガヴォッラーノにおけるイタリアの気候分類 (it) および度日は、zona D, 1748 GGである。
また、イタリアの地震リスク階級 (it) では、zona 4 (sismicità molto bassa) に分類される。

## 行政

### 分離集落
ガヴォッラーノには以下の分離集落（フラツィオーネ）がある。
- Bagno di Gavorrano, Caldana, Castellaccia, Filare, Giuncarico, Grilli, Potassa, Ravi